# قائمة طائرات القوات الجوية الإسرائيلية

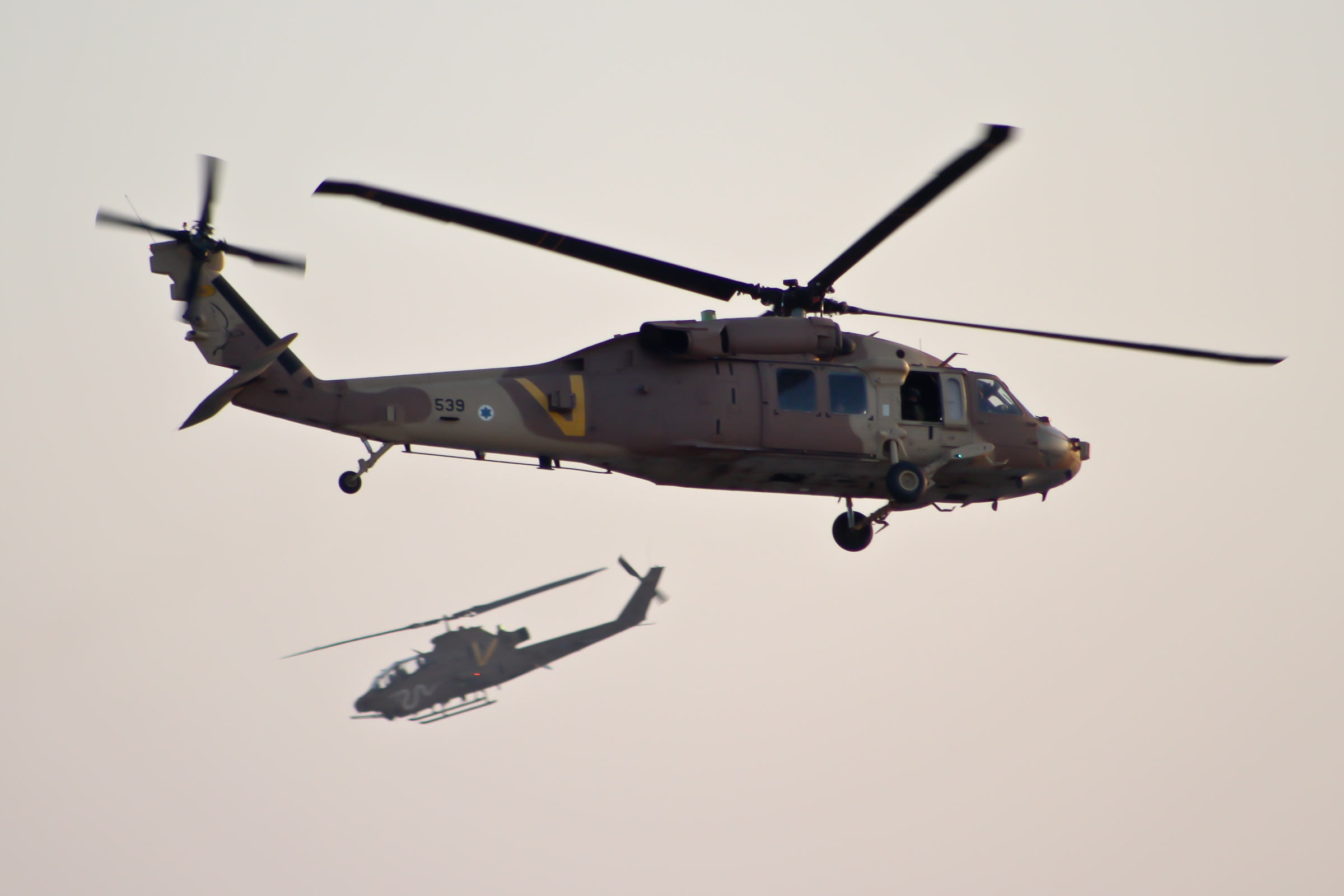
طائرات UH-60 Blackhawk وAH-1 Cobra التابعة للقوات الجوية الإسرائيلية

اعتمد سلاح الجو الإسرائيلي منذ تأسيسه على مجموعة متنوعة من الطائرات القتالية، شملت طائرات مستوردة من دول عدة مثل الولايات المتحدة، فرنسا، والمملكة المتحدة، بالإضافة إلى طائرات محلية الصنع. كان للطائرات الفرنسية مثل داسو ميراج الثالثة وداسو ميراج 5 دور محوري في حروب إسرائيل خلال الستينيات والسبعينيات، قبل أن يتحول الاعتماد تدريجيًا إلى الطائرات الأمريكية مثل إف-16 فالكون وإف-15 إيغل. أنتجت الصناعات الجوية الإسرائيلية طائرات مثل آي إيه آي كفير وآي إيه آي نيشر بناءً على تصميمات فرنسية، ولكنها طورت لاحقًا طائرة آي إيه آي لافي كمقاتلة محلية، إلا أن المشروع أُلغي لصالح شراء المزيد من الطائرات الأمريكية. يُعد لوكهيد مارتن إف-35 لايتنينغ الثانية أحدث إضافة إلى سلاح الجو الإسرائيلي، مما يعزز قدرة إسرائيل على تنفيذ عمليات جوية متقدمة باستخدام تقنيات الشبح والتكامل الإلكتروني المتطور. [بحاجة لمصدر]

## الطائرات القتالية ذات الأجنحة الثابتة
| الإسم                               | سنة دخول الخدمة | سنة الخروج من الخدمة | الاسم العبري                                             | الدولة           | الاستخدام                  |
| ----------------------------------- | --------------- | -------------------- | -------------------------------------------------------- | ---------------- | -------------------------- |
| آفيا إس-199                         | 1948            | 1950                 | סכין (ساكين - السكين)                                    | تشيكوسلوفاكيا    | مقاتلة اعتراضية            |
| بوينغ بي-17 القلعة الطائرة          | 1948            | 1958                 |                                                          | الولايات المتحدة | قاذفة ثقيلة                |
| بريستول بوفايتر                     | 1948            | 1948                 |                                                          | المملكة المتحدة  | طائرة هجوم أرضي            |
| داسو ميراج 3                        | 1962            | 1986                 | שחק (شاهاك - السماء)                                     | فرنسا            | مقاتلة متعددة المهام       |
| داسو ميراج 5                        | ن/أ             | ن/أ                  | 50 طلب عام 1966، لم يتم تسليمها                          | فرنسا            | مقاتلة هجومية              |
| داسو ميستير الرابع                  | 1955            | 1971                 |                                                          | فرنسا            | طائرة هجوم أرضي            |
| داسو أوراغان                        | 1955            | 1971                 |                                                          | فرنسا            | مقاتلة خفيفة               |
| داسو سوبر ميستير بي 2               | 1958            | 1976                 | סמב"ד (سامباد - اختصار عبراني لـ "Super Mystère B Deux") | فرنسا            | مقاتلة اعتراضية            |
| فوجا ماجستير                        | 1957            | 1967                 | צוקית (تزوكيت - مونتيكولا)                               | فرنسا            | طائرة تدريب نفاثة          |
| دي هافيلاند موسكيتو                 | 1948            | 1958                 |                                                          | المملكة المتحدة  | قاذفة قنابل تكتيكية        |
| دوغلاس أي-4 سكاي هوك                | 1968            | 2015                 | עיט (عيت - النسر)                                        | الولايات المتحدة | طائرة هجوم أرضي            |
| جنرال دايناميكس إف-16 فالكون        | 1980            | 2016                 | נץ (نيتز - الصقر)                                        | الولايات المتحدة | مقاتلة متعددة المهام       |
| جنرال دايناميكس إف-16 فايتنغ فالكون | 1987            | -                    | ברק (باراك - البرق)                                      | الولايات المتحدة | مقاتلة متعددة المهام       |
| غلوستر ميتيور                       | 1953            | 1970                 |                                                          | المملكة المتحدة  | مقاتلة نفاثة مبكرة         |
| آي إيه آي كفير                      | 1975            | 1996                 | כפיר (كفير - شبل الأسد)                                  | إسرائيل          | مقاتلة متعددة المهام       |
| آي إيه آي نيشر                      | 1971            | 1986                 | נשר (نيشر - النسر)                                       | إسرائيل          | مقاتلة متعددة المهام       |
| آي إيه آي لافي                      | 1986            | 1987                 | לביא (لافي - الأسد)                                      | إسرائيل          | مقاتلة خفيفة (تم إلغاؤها)  |
| لوكهيد مارتن إف-16 آي               | 2004            | -                    | סופה (صوفا - العاصفة)                                    | الولايات المتحدة | مقاتلة متعددة المهام       |
| لوكهيد مارتن إف-35 لايتنينغ II      | 2016            | -                    | אדיר (أدير - القوي)                                      | الولايات المتحدة | مقاتلة شبحية متعددة المهام |
| ماكدونيل دوغلاس إف-15 إيغل          | 1976            | -                    | בז (باز - الصقر)                                         | الولايات المتحدة | مقاتلة تفوق جوي            |
| ماكدونيل دوغلاس إف-15 آي            | 1998            | -                    | רעם (رعَم - الرعد)                                        | الولايات المتحدة | مقاتلة ضاربة               |
| ماكدونيل دوغلاس إف-4 فانتوم الثانية | 1969            | 2004                 | קורנס (كورناس - المطرقة)                                 | الولايات المتحدة | مقاتلة قاذفة               |
| نورث أمريكان بي-51 موستانغ          | 1948            | 1961                 |                                                          | الولايات المتحدة | مقاتلة اعتراضية            |
| سود أفياسيون فوتر                   | 1957            | 1971                 |                                                          | فرنسا            | قاذفة تكتيكية              |
| سوبرمارين سبتفاير                   | 1948            | 1956                 | יורק (يورك - النافث)                                     | المملكة المتحدة  | مقاتلة اعتراضية            |

## الطائرات المساندة ذات الأجنحة الثابتة
| الإسم                             | سنة دخول الخدمة | سنة الخروج من الخدمة | الاسم العبري                                         | الدولة           | الاستخدام                     |
| --------------------------------- | --------------- | -------------------- | ---------------------------------------------------- | ---------------- | ----------------------------- |
| أوستر J/1 أوتوكرايت               | 1947            | 1950                 | פרימוס (بريمس - الأول)                               | المملكة المتحدة  | طائرة خفيفة متعددة الأغراض    |
| بيشكرافت كوين إير B-80            | 1974            | 2003                 | זמיר (زامير - طائر العندليب)                         | الولايات المتحدة | طائرة استطلاع واتصال          |
| بيشكرافت بونانزا                  | 1948            | -                    | חופית (حوفيت - طائر الرمل)                           | الولايات المتحدة | طائرة تدريب واتصال            |
| بيشكرافت C-45 إكسبيديتور          | 1960            | ؟                    |                                                      | الولايات المتحدة | طائرة نقل واتصال عسكري        |
| بيشكرافت سوبر كينغ إير            | 1974            | -                    | קוקיה/צופית (كوكيا/تسوفيت - الوقواق / الطائر الشمسي) | الولايات المتحدة | استطلاع إلكتروني وعمليات خاصة |
| بوينغ 377 ستراتوكروزر/C-97        | 1963            | 1977                 | ענק (عناك - العملاق)                                 | الولايات المتحدة | طائرة شحن جوي                 |
| بوينغ 707                         | 1972            | -                    | ראם (رئيم - المها)                                   | الولايات المتحدة | طائرة نقل وتزود بالوقود       |
| بريتن-نورمان آيلاندر              | 1973            | 1982                 |                                                      | المملكة المتحدة  | طائرة استطلاع خفيفة           |
| سيسنا 172                         | 1967            | 1991                 | שחפית (شاحفيت - النورس)                              | الولايات المتحدة | طائرة تدريب خفيفة             |
| سيسنا 180/182/185                 | 1977            | 1994                 |                                                      | الولايات المتحدة | طائرة خفيفة متعددة الأغراض    |
| سيسنا U206 سوبر سكاي واجون        | 1968            | 1998                 |                                                      | الولايات المتحدة | طائرة نقل خفيفة               |
| كونسوليديتد PBY كاتالينا          | 1952            | 1961                 |                                                      | الولايات المتحدة | طائرة دوريات بحرية وإنقاذ     |
| كيرتس C-46 كومانداو               | 1948            | 1971                 |                                                      | الولايات المتحدة | طائرة نقل عسكري               |
| دي هافيلاند تايجر موث             | 1947            | 1949                 |                                                      | المملكة المتحدة  | طائرة تدريب أولي              |
| دي هافيلاند دراغون رابيد DH.89    | 1947            | 1949                 |                                                      | المملكة المتحدة  | طائرة نقل خفيفة               |
| دورنير Do 27                      | 1964            | 1994                 | דרור (درور - العصفور)                                | ألمانيا          | طائرة استطلاع واتصال          |
| دورنير Do 28                      | 1971            | 2001                 | עגור (عغور - الرافعة)                                | ألمانيا          | طائرة نقل تكتيكي              |
| دوغلاس DC-3/C-47 سكاي ترين        | 1948            | 2000                 |                                                      | الولايات المتحدة | طائرة نقل عسكري               |
| دوغلاس DC-4/C-54 سكاي ماستر       | 1948            | 1949                 |                                                      | الولايات المتحدة | طائرة نقل عسكري               |
| دوغلاس DC-5                       | 1948            | 1955                 |                                                      | الولايات المتحدة | طائرة نقل خفيفة               |
| فيرتشايلد أرجوس                   | 1948            | ؟                    |                                                      | الولايات المتحدة | طائرة استطلاع واتصال          |
| غرومان E-2 هوكآي                  | 1978            | 2002                 | דיה (ديّا - طائر الوروار)                             | الولايات المتحدة | طائرة إنذار مبكر              |
| غرومان G-44 ويدجون                | 1948            | ؟                    |                                                      | الولايات المتحدة | طائرة دوريات بحرية            |
| غرومان OV-1 موهوك                 | 1974            | 1978                 | עטלף (عتاليف - الخفاش)                               | الولايات المتحدة | طائرة استطلاع تكتيكي          |
| غلف ستريم V / غلف ستريم G550      | 2005            | -                    | نحشون، شافيت، إيتام، أورون                           | الولايات المتحدة | طائرة استطلاع وتجسس إلكتروني  |
| آي إيه آي عرافا                   | 1973            | 2004                 | ערבה (عرافا - السهوب)                                | إسرائيل          | طائرة نقل تكتيكي              |
| آي إيه آي وستويند/سي سكان         | 1973            | -                    | שחף (شاحاف - النورس)                                 | إسرائيل          | طائرة دوريات بحرية            |
| لوكهيد كونستيليشن                 | 1948            | 1949                 |                                                      | الولايات المتحدة | طائرة نقل طويل المدى          |
| لوكهيد C-130 هيركوليز             | 1971            | -                    | קרנף (كرناف - وحيد القرن)                            | الولايات المتحدة | طائرة نقل تكتيكي              |
| لوكهيد مارتن C-130J سوبر هيركوليز | 2014            | -                    | שמשון (شمشون - شمشون)                                | الولايات المتحدة | طائرة نقل تكتيكي متطور        |
| لوكهيد هدسون                      | 1948            | 1950                 |                                                      | الولايات المتحدة | طائرة دوريات بحرية            |
| لوكهيد لودستار                    | 1948            | 1949                 |                                                      | الولايات المتحدة | طائرة نقل خفيفة               |
| SOCATA رالي                       | 1965            | 1969                 |                                                      | فرنسا            | طائرة تدريب خفيفة             |
| SOCATA ترينيداد                   | 1995            | 2005                 | פשוש (باشوش - الهازجة)                               | فرنسا            | طائرة استطلاع واتصال          |

## الطائرات التدريبية ذات الأجنحة الثابتة
| الإسم                       | سنة دخول الخدمة | سنة الخروج من الخدمة | الاسم العبري               | الدولة           | الاستخدام                      |
| --------------------------- | --------------- | -------------------- | -------------------------- | ---------------- | ------------------------------ |
| إيرسبيد أوكسفورد / كونسول   | 1949            | 1961                 |                            | المملكة المتحدة  | طائرة تدريب متقدمة             |
| ألينيا أيرماكي إم-346 ماستر | 2014            | -                    | לביא (لافي - الأسد الشاب)  | إيطاليا          | طائرة تدريب متقدم للجيل الخامس |
| أفرو أنسون                  | 1949            | 1961                 |                            | المملكة المتحدة  | طائرة تدريب ومراقبة            |
| بوينغ-ستيرمان PT-17 كايدت   | 1948            | 1967                 |                            | الولايات المتحدة | طائرة تدريب أساسية             |
| دي هافيلاند كندا تشيبمنك    | 1949            | 1950                 |                            | كندا             | طائرة تدريب مبدئي              |
| فوكر إنستركتور              | 1949            | 1954                 |                            | هولندا           | طائرة تدريب أساسي              |
| فوجا ماجستر                 | 1960            | 2010                 | צוקית (تزوكيت - مونتيكولا) | فرنسا            | طائرة تدريب نفاثة              |
| جروب G 120                  | 2002            | -                    | סנונית (سنونيت - السنونو)  | ألمانيا          | طائرة تدريب أساسي              |
| هوكر بيتشكرافت T-6 تكسن II  | 2009            | -                    | עפרוני (عفروني - القبرة)   | الولايات المتحدة | طائرة تدريب متقدم              |
| نورث أمريكان T-6 تكسن       | 1948            | 1974                 |                            | الولايات المتحدة | طائرة تدريب تكتيكي             |
| بايبر سوبر كوب              | 1948            | 2002                 |                            | الولايات المتحدة | طائرة تدريب واستطلاع خفيفة     |
| تيمكو باكارو                | 1949            | 1952                 |                            | الولايات المتحدة | طائرة تدريب أساسي              |
| فالت BT-13 فاليانت          | 1948            | 1949                 |                            | الولايات المتحدة | طائرة تدريب أولي               |

## المروحيات
| الإسم                                | سنة دخول الخدمة | سنة الخروج من الخدمة | الاسم العبري                  | الدولة           | الاستخدام                  |
| ------------------------------------ | --------------- | -------------------- | ----------------------------- | ---------------- | -------------------------- |
| أيروسباسيال ألويت 2                  | 1957            | 1975                 |                               | فرنسا            | مروحية استطلاع ونقل خفيف   |
| أيروسباسيال سوبر فريلون              | 1966            | 1991                 | תְּצָרָע (تزعرا - الدبور)         | فرنسا            | مروحية نقل ثقيل            |
| يوروكوبتر HH-65 دولفين               | 1985            | 1997                 | דולפין (دولفين - الدولفين)    | فرنسا            | مروحية بحث وإنقاذ          |
| يوروكوبتر بانثر                      | 1996            | -                    | עטלף (عتاليف - الخفاش)        | فرنسا            | مروحية بحرية متعددة المهام |
| بيل UH-1 إيروكوا                     | 1967            | 2002                 |                               | الولايات المتحدة | مروحية نقل تكتيكي          |
| بيل 206                              | 1978            | -                    | סייפן (سيفان - سيف الغلاديوس) | الولايات المتحدة | مروحية تدريب واستطلاع      |
| بيل 212                              | 1978            | ؟                    | אנפה (عنافا - مالك الحزين)    | الولايات المتحدة | مروحية نقل متوسطة          |
| بيل AH-1 كوبرا                       | 1975            | 2013                 | צפע (تزيفا - الأفعى)          | الولايات المتحدة | مروحية هجومية              |
| بيل 47                               | 1965            | 1974                 |                               | الولايات المتحدة | مروحية تدريب               |
| هيلر 360                             | 1951            | 1961                 |                               | الولايات المتحدة | مروحية تجريبية             |
| هيوز 500                             | 1979            | 2001                 | להטוט (لهاتوت - الخدعة)       | الولايات المتحدة | مروحية استطلاع مسلح        |
| ماكدونيل دوغلاس AH-64 أباتشي         | 1990            | -                    | פתן (بيتن - الأفعى)           | الولايات المتحدة | مروحية هجومية              |
| ماكدونيل دوغلاس AH-64D أباتشي لونغبو | 2004            | -                    | שרף (ساراف - السرافيم)        | الولايات المتحدة | مروحية هجومية متطورة       |
| سيكورسكي S-55                        | 1957            | 1966                 |                               | الولايات المتحدة | مروحية نقل                 |
| سيكورسكي S-58                        | 1958            | 1975                 |                               | الولايات المتحدة | مروحية نقل متوسطة          |
| سيكورسكي CH-53 سي ستاليون            | 1969            | -                    | יסעור (يسعور - طائر النوء)    | الولايات المتحدة | مروحية نقل ثقيلة           |
| سيكورسكي UH-60 بلاك هوك              | 1994            | -                    | ינשוף (ينشف - البومة)         | الولايات المتحدة | مروحية نقل هجومية          |

## طائرات بدون طيار
| الإسم                    | سنة دخول الخدمة | سنة الخروج من الخدمة | الاسم العبري                             | الدولة           | الاستخدام                  |
| ------------------------ | --------------- | -------------------- | ---------------------------------------- | ---------------- | -------------------------- |
| ريان BQM-34A فايربي      | 1971            | -                    | מבט (مابات - النظرة)                     | الولايات المتحدة | طائرة هدف بدون طيار        |
| ريان BQM-34E/F فايربي II | 1971            | -                    | שדמית (شادميت - طائر البراتنكول)         | الولايات المتحدة | طائرة هدف بدون طيار        |
| نورثروب تشوكر            | 1971            | -                    | תלם (تيليم - الأخدود)                    | الولايات المتحدة | طائرة هدف بدون طيار        |
| تاديران ماستيف           | 1979            | 1992                 | סייר (سايَر - الكشاف)                     | إسرائيل          | طائرة استطلاع بدون طيار    |
| IAI سكاوت                | 1979            | 1992                 | זהבן (زهافان - طائر الأورويلوس)          | إسرائيل          | طائرة استطلاع بدون طيار    |
| IAI هاربي                | 1990s           | -                    | שיאון (سيون)                             | إسرائيل          | طائرة انتحارية بدون طيار   |
| IAI سيرتشر 1             | 1992            | ؟                    | חוגלה (هوغلا - الحجل)                    | إسرائيل          | طائرة استطلاع بدون طيار    |
| IAI سيرتشر 2             | 1998            | ؟                    | כוכב לבן (كوخاف لافان - النجم الأبيض)    | إسرائيل          | طائرة استطلاع بدون طيار    |
| إلبيت هيرميس 450         | 2001            | -                    | זיק (زيك - الشرارة)                      | إسرائيل          | طائرة استطلاع بدون طيار    |
| إيرونوتيكس أيرستار       | 2002            | -                    | שליו (شاليف - السمان)                    | إسرائيل          | طائرة استطلاع بدون طيار    |
| IAI هيرون                | 2005            | -                    | שובל (شوفال - الأثر)                     | إسرائيل          | طائرة استطلاع متوسطة المدى |
| IAI إيتان                | 2010            | -                    |                                          | إسرائيل          | طائرة استطلاع بعيدة المدى  |
| إلبيت هيرميس 900         | 2014            | -                    | כוכב פלדה (كوخاف بلادا - النجم الفولاذي) | إسرائيل          | طائرة استطلاع بدون طيار    |